# Claire McCaskill
Claire McCaskill Conner (nascida em 24 de julho de 1953) é política a advogada americana que serviu como senadora por Missouri. Ela é membro do Partido Democrata.
No senado atua como membro do Comitê de Serviços Armados, Comitê de Comércio,Ciência e Transporte, Comissão se Segurança Interna e assuntos Governamentais, além de ser presidente da supcomissão de contratantes. Ela foi citada pelo The New York Times como uma das dezessete mulheres com maior probabilidade de se tornar a primeira mulher presidente dos Estados Unidos.

## Biografia
McCaskill nasceu em Rolla no Missouri, é filha do Secretário de Seguros do Missouri William Y. McCaskill e da Conselheira Municipal de Columbia Betty Anne McCaskill. 

### Carreira política
McCaskill foi membro da Câmara dos Deputados do Missouri entre 1982 a 1988, auditora entre 1999 e 2007, e exerceu o cargo de senadora do Missouri de 2007 a 2019.